# Antherotoma tenuis
Antherotoma tenuis là một loài thực vật có hoa trong họ Mua. Loài này được (A. Fern. & R. Fern.) Jacq.-Fél. mô tả khoa học đầu tiên năm 1994.